# Lorenzo Molossi
Lorenzo Molossi (né à Pontremoli le 3 avril 1795 – mort à Parme le 26 avril 1880) est un fonctionnaire d'État et un homme politique italien actif au XIXe siècle.

## Biographie
Lorenzo est le fils de Pellegrino et de Caterina Costa Reghini, une noble famille de Pontremoli. Il fait des études au séminaire à Pontremoli et à Florence. En 1814, il s'installe à Parme où il entre dans le département de la Justice. Le 31 décembre 1816, Marie-Louise d'Autriche, duchesse de Parme et Plaisance le nomme membre de la session primaire de l'administration publique. puis il est élu, en 1821, secrétaire du commissariat du district de Bussetto. En 1817, il se marie avec Rosa Antelmi puis connait de graves difficultés économiques. En 1831, lors du mouvement révolutionnaire, il devient secrétaire général du gouvernement provisoire et n'est pas inquiété au retour de Marie-Louise. Il est même invité, en 1832, à la demande de celle-ci, à rédiger le Vocabolario topografico dei Ducati di Parma, Piacenza e Guastalla, un bilan sur la situation économique, les infrastructures et la société du duché. Il y présente le système de taxation en vigueur. L'ouvrage est édité par l'imprimerie ducale en 1834.
Après la mort de sa femme en 1842, il devient secrétaire en chef des contributions indirectes des finances. Il collabore au journal Eclettico où, dans un article, il critique les dépenses excessives de la maison ducale.. Le 30 décembre 1846, il entre au département de l'Intérieur avec le grade de secrétaire en chef de la division de l'agriculture, du commerce et des statistiques.   En 1848, il soutient l'union au royaume de Sardaigne. En 1849, il est directeur du journal Il Postino avant d'être suspendu par le lieutenant-feld-maréchal autrichien Constantin d'Aspre, qui occupe alors le duché, pour sa conduite révolutionnaire et son manquement envers le régime ducal. Le décret est, par la suite, révoqué et il est nommé chef du bureau des statistiques, emploi qu'il perd en 1856 en raison de ses dénonciations des difficiles conditions du duché. Après la chute de la famille régnante, avec Giuseppe Verdi, il est élu député des États parmesans. Le 23 janvier 1860, il reçoit la croix de l'ordre des Saints-Maurice-et-Lazare avant d'en devenir officier en 1862. En 1860, il est nommé directeur du bureau provincial des statistiques pour l'Émilie puis refuse la direction de la statistique du royaume car il est presque aveugle. En 1864, il prend sa retraite.

## Sources
- « Roberto Lasagni, Dizionario biografico dei Parmigiani, chapitre Lorenzo Molossi » (consulté le 4 août 2012)